# 北岡孝義
北岡 孝義（きたおか たかよし、1950年 - ）は、日本の経済学者、明治大学名誉教授。専攻は金融・ファイナンスの実証分析。

## 来歴
1974年神戸大学経済学部卒、1977年同大学院博士後期課程中退。1990年「貨幣経済の研究」で神戸大経済学博士。広島大学経済学部教授、2000年明治大学商学部教授。2021年定年退職。

## 著書
- 『貨幣経済の研究』広島大学経済学部 広島大学経済研究双書 1990
- 『スウェーデンはなぜ強いのか 国家と企業の戦略を探る』PHP新書 2010
- 『アベノミクスの危険な罠 繰り返されるマネーの暴走』PHP研究所 2013
- 『ジェネレーションフリーの社会 日本人は何歳まで働くべきか』CCCメディアハウス 2015

### 共編著
- 『現代金融論入門』貞木展生、小村衆統,藤原賢哉共著 勁草書房 1992
- 『EViewsで学ぶ実証分析入門』高橋青天,矢野順治共編著 日本評論社 2008
- 『EViewsによるデータ分析入門 計量経済学の基礎からパネルデータ分析まで』髙橋青天共著 東京図書 2013
- 『EViewsで学ぶ実証分析の方法』髙橋青天,溜川健一,矢野順治共著 日本評論社 2013

## 論文
- ＜北岡孝義